# Mike Johanns
Michael Owen Johanns, znany lepiej jako Mike Johanns (ur. 18 czerwca 1950 w Osage) – amerykański polityk, działacz Partii Republikańskiej. Sprawował funkcję zarówno gubernatora, jak i senatora stanu Nebraska. Ponadto przez ponad dwa lata był sekretarzem rolnictwa w administracji George’a W. Busha.

## Młodość
Johanns urodził się w 1950 roku w miejscowości Osage w stanie Iowa. Jego ojciec miał niemieckie i luksemburskie korzenie, zaś rodzice jego matki byli imigrantami z Polski. Wychował się na rodzinnej farmie. Uczył się w Minnesocie, a potem zdobył wykształcenie prawnicze w jezuickiej szkole w Omaha. Po studiach przez kilkanaście lat pracował jako prawnik.

## Kariera polityczna w Nebrasce
Na początku swojej kariery Johanns startował w wyborach jako Demokrata. Jako reprezentant tej partii zasiadał w radzie hrabstwa Lancaster. W 1988, już jako Republikanin został wybrany do rady miejskiej Lincoln - drugiego pod względem wielkości miasta w stanie. W 1991 roku został wybrany na burmistrza tego miasta. Cztery lata później w kolejnych wyborach nie miał nawet kontrkandydata.
Jeszcze przed końcem drugiej kadencji burmistrza, Johanns wystartował w 1998 roku na urząd gubernatora Nebraski. Jego głównymi przeciwnikami w prawyborach byli kongresmen Jon Lynn Christensen i John Breslow, członek ówczesnej administracji stanowej. Kampania była niezwykle zacięta. Do dziś jest jedną z najdroższych w historii stanu. Kontrkandydaci Johannsa starali się ukazać siebie jako konserwatystów, burmistrz Lincoln uchodził zaś za kandydata nieco bardziej umiarkowanego. Początkowo faworytem był konserwatywny Christensen, ale seria kontrowersyjnych wypowiedzi znacznie pomniejszyła jego szanse. Ostatecznie zwycięzcą został Johanns. Zdobył 40% głosów wobec 30% Breslowa i 28% Christensena. W wyborach ogólnych przyszło mu się zmierzyć z Demokratą Billem Hoppnerem - szefem sztabu dwóch wcześniejszych gubernatorów z Partii Demokratycznej: Bena Nelsona i Boba Kerreya. Johanns pokonał rywala 54%-46%. Został wybrany ponownie w 2002 roku. Tym razem zmiażdżył swojego mało znanego konkurenta z Partii Demokratycznej 69-28%.
Był popularnym gubernatorem. W swojej pracy skupił się na takich zagadnieniach jak: ulgi podatkowe, zmniejszenie wpływu rządu na gospodarkę, ochrona tradycyjnych, rodzinnych wartości.

## Kariera w Waszyngtonie
Po wyborczej wygranej w 2004 roku, prezydent Bush zaproponował Johannsowi stanowisko sekretarza ds. rolnictwa w nowo tworzonym gabinecie. Był już czwartym przedstawicielem swojego, bardzo rolniczego, stanu na tym stanowisku. Funkcję sekretarza objął 21 stycznia 2005 roku, tuż po drugiej inauguracji Busha. Piastował ją przez ponad dwa i pół roku. Zrezygnował 20 września 2007 roku. Wkrótce potem ogłosił, że zamierza wystartować do Senatu w wyborach w 2008 roku. Dotychczasowy senator Chuck Hagel nie ubiegał się o reelekcję. Mimo iż wybory roku 2008 zakończyły się olbrzymim sukcesem Demokratów, Johanns - popularny były gubernator nie miał większych problemów w konserwatywnej Nebrasce. Wygrał 58%-40%. Był jednym z dwóch nowych republikańskich Senatorów (obok Jima Rischa z Idaho), wybranych w 2008 roku.
Jako senator głosował w sposób typowy dla swojej przynależności partyjnej: sprzeciwiał się reformie zdrowotnej prezydenta Obamy ("Obamacare"), gorąco popierał budowę Keystone Pipeline - mającego przebiegać przez Nebraskę rurociągu łączącego Kanadę z Teksasem. Choć bez wątpienia jest konserwatystą, nigdy nie był zaliczany do TEA Party, zawsze do bardziej umiarkowanej, "establishmentowej" frakcji Partii Republikańskiej. W trakcie swojej kadencji Johanns zasiadał w kilku senackich komisjach między innymi w Komisji ds. weteranów czy Komisji ds. rolnictwa.
18 lutego 2013 niespodziewanie ogłosił, że nie zamierza ubiegać się w 2014 roku o drugą kadencję. Wpływ na to miała zapewne frustracja związana z pracą Senatu i całego Kongresu, który targany partyjnymi sporami, nie potrafił uchwalić żadnej ważnej reformy. Zastąpił go Ben Sasse, także Republikanin.

## Życie prywatne
Johanns był dwukrotnie żonaty. Pierwszą żonę, Connie, poślubił w 1972 roku. Po 13 latach małżeństwo rozwiodło się. Rok później polityk poślubił byłą członkinię stanowego senatu Nebraski Stephanie Armitage. Ten związek trwa do dziś. Johanns ma dwoje dzieci z pierwszego małżeństwa. Jest katolikiem.